# Adama Soumaoro
Adama Bakary Soumaoro (Fontenay-aux-Roses, 18 giugno 1992) è un calciatore francese di origini maliane, difensore svincolato.

## Biografia
Soumaoro è nato in Francia da genitori maliani, ha una sorella gemella oltre a un fratello più grande ed è cresciuto nelle periferie a sud di Parigi.

## Caratteristiche tecniche
Di ruolo difensore centrale, è abile nel gioco aereo e dispone di buona velocità. Sa destreggiarsi bene anche con i piedi, oltre a essere forte fisicamente. Inizialmente giocava a centrocampo fino a quando Rachid Chihab, tecnico dell’Under 19, lo ha arretrato a centrale difensivo.

## Carriera

### Inizio con il Lilla
Inizia la sua carriera nel Lilla, con cui colleziona cento presenze e due reti in campionato tra il 2013 e il gennaio 2020. Trova la sua prima rete il 3 febbraio 2016 nella vittoria per 1-0 contro il Caen, mentre la seconda arriva più di tre anni dopo, nel novembre 2019 contro il Marsiglia. Diventato capitano della squadra francese nel 2018 dopo la cessione di Ibrahim Amadou, è però stato frenato da due rotture al tendine d’Achille - nel 2014 e nel 2017 - per cui si è fatto curare a Los Angeles dai terapisti dei Lakers.

### Genoa
Nel gennaio 2020 passa in prestito con diritto di opzione al Genoa, scegliendo il numero 92. Esordisce il seguente 9 febbraio, nella vittoria per 1-0 contro il Cagliari. Sei giorni dopo trova subito la sua prima rete, nella vittoria per 3-0 sul campo del Bologna.

### Bologna
A fine stagione non viene riscattato dai genovesi e il difensore rientra pertanto al Lilla. Tuttavia trova poco spazio, indi per cui il 10 gennaio 2021 viene ceduto, in prestito con diritto di riscatto di 2 milioni, al Bologna. Con i felsinei segna la sua prima marcatura il 20 marzo, iniziando la rimonta in casa del Crotone nella vittoria per 3-2 finale.
Il 2 luglio dello stesso anno viene riscattato dai rossoblù per le ottime prestazioni nella la città delle Due Torri.
Titolare fisso al centro della difesa, prima con Mihajlovic poi con Motta, nel maggio 2023 subisce un grave infortunio al ginocchio durante Empoli - Bologna. Dopo una tribolata riabilitazione di quasi un anno, rientra nei ranghi ma senza più giocare una partita ufficiale. In scadenza di contratto al 30 giugno 2024, viene lasciato libero.

## Statistiche

### Presenze e reti nei club
Statistiche aggiornate al 27 agosto 2023.
| Stagione        | Squadra         | Campionato      | Campionato | Campionato | Coppe nazionali | Coppe nazionali | Coppe nazionali | Coppe continentali | Coppe continentali | Coppe continentali | Altre coppe | Altre coppe | Altre coppe | Totale | Totale |
| Stagione        | Squadra         | Comp            | Pres       | Reti       | Comp            | Pres            | Reti            | Comp               | Pres               | Reti               | Comp        | Pres        | Reti        | Pres   | Reti   |
| --------------- | --------------- | --------------- | ---------- | ---------- | --------------- | --------------- | --------------- | ------------------ | ------------------ | ------------------ | ----------- | ----------- | ----------- | ------ | ------ |
| 2013-2014       | Lilla           | L1              | 4          | 0          | CF+CdL          | 3               | 0               | -                  | -                  | -                  | -           | -           | -           | 7      | 0      |
| 2014-2015       | Lilla           | L1              | 1          | 0          | CF+CdL          | 0               | 0               | UEL                | 0                  | 0                  | -           | -           | -           | 1      | 0      |
| 2015-2016       | Lilla           | L1              | 28         | 1          | CF+CdL          | 3               | 1               | -                  | -                  | -                  | -           | -           | -           | 31     | 2      |
| 2016-2017       | Lilla           | L1              | 27         | 0          | CF+CdL          | 5               | 1               | UEL                | 1                  | 0                  | -           | -           | -           | 33     | 1      |
| 2017-2018       | Lilla           | L1              | 14         | 0          | CF+CdL          | 1               | 0               | -                  | -                  | -                  | -           | -           | -           | 15     | 0      |
| 2018-2019       | Lilla           | L1              | 20         | 0          | CF+CdL          | 2               | 0               | -                  | -                  | -                  | -           | -           | -           | 22     | 0      |
| 2019-gen. 2020  | Lilla           | L1              | 6          | 1          | CF+CdL          | 3               | 0               | UCL                | 1                  | 0                  | -           | -           | -           | 10     | 1      |
| gen.-giu. 2020  | Genoa           | A               | 8          | 1          | CI              | 0               | 0               | -                  | -                  | -                  | -           | -           | -           | 8      | 1      |
| 2020-gen. 2021  | Lilla           | L1              | 3          | 0          | CF              | 0               | 0               | UEL                | 2                  | 0                  | -           | -           | -           | 5      | 0      |
| Totale Lille    | Totale Lille    | Totale Lille    | 103        | 2          |                 | 17              | 2               |                    | 4                  | 0                  |             | -           | -           | 124    | 4      |
| gen.-giu. 2021  | Bologna         | A               | 20         | 1          | CI              | -               | -               | -                  | -                  | -                  | -           | -           | -           | 20     | 1      |
| 2021-2022       | Bologna         | A               | 28         | 0          | CI              | 1               | 0               | -                  | -                  | -                  | -           | -           | -           | 29     | 0      |
| 2022-2023       | Bologna         | A               | 23         | 0          | CI              | 3               | 0               | -                  | -                  | -                  | -           | -           | -           | 26     | 0      |
| 2023-2024       | Bologna         | A               | 0          | 0          | CI              | 0               | 0               | -                  | -                  | -                  | -           | -           | -           | 0      | 0      |
| Totale Bologna  | Totale Bologna  | Totale Bologna  | 71         | 1          |                 | 4               | 0               |                    | 0                  | 0                  |             | -           | -           | 75     | 1      |
| Totale carriera | Totale carriera | Totale carriera | 182        | 4          |                 | 21              | 2               |                    | 4                  | 0                  |             | -           | -           | 207    | 6      |